# Eugène Coppens
Eugène Coppens, ook genaamd Coppens-Bove, (Gent, 10 mei 1805 - Lochristi, 2 december 1870) was een Belgisch industrieel en katholiek politicus.

## Levensloop
Coppens was een zoon van de industrieel Joseph-Emmanuel Coppens, directeur van een katoenspinnerij, en van Françoise Cappaert. Hij trouwde met Colette Bove. Hij was van 1841 tot 1866 eigenaar en bestuurder van de katoenspinnerij Linière La Lieve.
In 1848 werd hij gemeenteraadslid van Gent en behield dit mandaat tot in 1857. In april 1861 werd hij verkozen tot katholiek volksvertegenwoordiger voor het arrondissement Gent en vervulde dit mandaat tot in juni 1864.
Hij was lid van de Gentse Kamer van Koophandel. In 1854-1856 en 1858-1861 was hij voorzitter van de rechtbank van koophandel in Gent.